# 1805 год в литературе

## События
- Н. П. Брусилов издаёт «Журнал российской словесности».
- Председателем Общества любителей словесности становится И. П. Пнин.

## Книги
- «Бахариана» — богатырская сказка Михаила Хераскова.
- «Добромысл» — повесть в стихах Ипполита Богдановича (посмертная публикация).
- «Путешествие в храм вкуса» — произведение Николая Брусилова.
- «Путешествие на остров Подлецов» — произведение Николая Брусилова.

## Родились
- 2 апреля — Ханс Кристиан Андерсен, датский писатель (умер в 1875).
- 17 (29) мая — Соломон Иванович Додашвили, грузинский писатель, просветитель, общественный деятель, философ (умер в 1836).
- 22 июня — Ида фон Ган-Ган, немецкая писательница, поэтесса (умерла в 1880).
- 14 (26) сентября — Дмитрий Владимирович Веневитинов, русский поэт (умер в 1827).

## Умерли
- 16 января –  Никодим Мусницкий, польский поэт и драматург (родился в 1765).
- 8 ноября — Франсуа Тома Мари де Бакюлар д’Арно, французский писатель и драматург (родился в 1718).
- 21 декабря — Мануэл Мария Барбоза ду Бокаже, португальский поэт (родился в 1765).
- Иван Петрович Пнин, русский поэт-публицист (родился в 1773).